# Уваров, Павел Юрьевич
Па́вел Ю́рьевич Ува́ров (род. 4 января 1956, Москва, СССР) — советский и российский историк, специалист в области западноевропейской истории Средних веков и раннего Нового времени. Член-корреспондент РАН (2006). Занимается историей Франции, историей российско-французских отношений, историей университетов, историографией, социальной историей Европы.
Доктор исторических наук, профессор, заведующий Отделом западноевропейского Средневековья и раннего Нового времени ИВИ РАН. Председатель экспертного совета ВАК при Минобрнауки России по истории (2013—2017). Лауреат Международной премии им. А. Леруа-Болье.

## Биография
Сын Ю. П. Уварова (1928—2003), доктора филологических наук (1986), профессора РУДН, исследователя французской литературы второй половины XX в.
Вспоминал: «У меня в аттестате практически не было четверок, только тройки и пятёрки в равном количестве».
Окончил исторический факультет МГПИ им. В. И. Ленина (1978), в 1983 году при кафедре истории Древнего мира и Средних веков МГПИ им. В. И. Ленина защитил кандидатскую диссертацию «Парижский университет и общественная жизнь средневекового города (по франкоязычным университетским произведениям)», в 2003 году в ИВИ РАН — докторскую диссертацию «Французское общество XVI в.: опыт реконструкции по нотариальным актам». Являлся преподавателем альма-матер, МПГУ.
В 1989 году впервые побывал во Франции.
Главный научный сотрудник ИВИ РАН, заведующий отделом западноевропейского Средневековья и раннего Нового времени. Член ученого совета ИВИ и диссертационного совета там же.
С 2002 г. также в РГГУ.
Руководитель Российско-французского центра исторической антропологии им. М. Блока РГГУ (2006—2010); профессор (читает курсы истории Франции, истории культуры и историографии) и член ученого совета; читает также курс истории Средних веков в ГАУГН.
С 2009 года заведует кафедрой социальной истории факультета истории НИУ ВШЭ. Приглашённый профессор Высшей школы исследований по социальным наукам (École des Hautes Études en Sciences Sociales, Париж) и университетов Paris4-Sorbonne, Paris1-Panteon, Rennes-2. Почётный профессор ряда российских университетов (Томск, Воронеж, Екатеринбург, Тюмень, Казань, Ставрополь). Член Международной комиссии по истории университетов (ICHU) при МКИН.
Руководитель ряда летних школ.
Член-корреспондент РАН c 25 мая 2006 года по Отделению историко-филологических наук (всеобщая история).
Председатель научного совета РАН «Человек в повседневности: прошлое и настоящее» (с 2013), сопредседатель Научного совета по фундаментальным вопросам российской и зарубежной истории (с 2019).
В ноябре 2013 года был назначен председателем экспертного совета ВАК РФ по истории; в октябре 2017 года подал заявление об уходе с поста председателя совета в связи с ситуацией вокруг диссертации министра культуры Владимира Мединского.
Ответственный редактор журнала «Средние века», член редакционных коллегий журнала «Российская история» и альманахов «Одиссей. Человек в истории», «Французский ежегодник», «Исторические исследования». Ответственный редактор II и III томов академической «Всемирной истории» (2012, 2013), председатель редакционных коллегий книжных серий «Памятники исторической мысли» (c 2016) и «Научно-популярная литература» (с 2017).
В 2017 году получил Международную премию им. А. Леруа-Болье за монографию «Под сводами дворца правосудия. Семь юридических коллизий во Франции XVI века».
«Увлекательной книгой» характеризовала его труд «Франция XVI века (опыт реконструкции по нотариальным актам)» (М., 2004) проф. Ревекка Фрумкина.

## Научные труды

### Монографии и главы
- «Французы XVI в.: взгляд из Латинского квартала» (1993; 2-е изд. 1994)
- «История интеллектуалов и интеллектуального труда в средневековой Европе» (2000)
- «Варфоломеевская ночь: событие и споры» (2001, совм. с Н. И. Басовской)
- «Конструирование социального: Европа V—XVI вв.» (2001; в соавт. с И. В. Дубровским, А. Ю. Согомоновым и А. Л. Ястребицкой)
- «Франция XVI в.: опыт реконструкции по нотариальным актам» (2004)
- «История Франции» (2005; 2-е изд. 2007; в соавт. с М. Ц. Арзаканян и А. В. Ревякиным)
- «История Нового времени (1600—1799)» (2007; 3-е изд. 2012; в соавт. с Д. Ю. Бовыкиным и А. В. Чудиновым)
- «Жак Маржерет в документах и исследованиях: тексты, комментарии, статьи» (2007; в соавт. с А. Береловичем и В. Д. Назаровым)
- «Социальная идентичность средневекового человека» (2007, совм. с А. А. Сванидзе)
- «Феодализм: понятие и реалии» (2008; совм. с А. Я. Гуревичем и С. И. Лучицкой)
- «Французское общество в эпоху культурного перелома: от Франциска I до Людовика XIV» (2008, совм. с Е. Е. Бергер)
- «Реформация и „Новая идеология“ в Европе XVI—XVII вв.» (2010, редактор)
- «Долгое Средневековье» (2011, совм. с А. К. Гладковым)
- Всемирная история. В 6 томах / гл. ред. А. О. Чубарьян. Институт всеобщей истории РАН. — М.: Наука, 2012. — Т. 2: Средневековые цивилизации Запада и Востока / отв. ред. тома П. Ю. Уваров. — 894 с. — 1000 экз. — ISBN 978-5-02-037560-4. (ответственный редактор тома, также автор нескольких глав)
- Мир накануне раннего Нового времени, Франция во второй половине XV—XVI веке, Закончилось ли Средневековье? // Всемирная история. В 6 томах / гл. ред. А. О. Чубарян, Институт всеобщей истории РАН. — М.: Наука, 2011. — Т. 3: Мир в ранее Новое время / отв. ред. В. А. Ведюшкин, М. А. Юсим. — С. 10—33, 136—158, 752—773. — 854 с. — ISBN 978-5-02-038035-6.
- Между «ежами» и «лисами». Заметки об историках.  — М.: Новое литературное обозрение, 2015. — 280 с. ISBN 978-5-4448-0225-0
- Китай в средневековом мире.  — М.: Наука, 2017.  — 286 с. (в соавт. с А. Л. Рябининым).
- Под сводами дворца правосудия. Семь юридический коллизий во Франции XVI века.  — М.: Новое литературное обозрение, 2017.  — 248 с.
- Когда Париж еще не был столицей.  — СПб.: Евразия, 2023.  — 448 с. (в соавторстве с С. К. Цатуровой).

### Статьи
- «История средневековых университетов во франко-бельгийской историографии начала 1980-x гг.: обзор» // «Средние века. Вып. 50» (1987)
- «Борьба тенденций в новейшей историографии Католической лиги конца XVI в.» // «Средние века. Вып. 51» (1988)
- «Городские слои по регистрам Шатле (1539—1559)» // «Средние века. Вып. 52» (1989)
- «Парижский университет и местные интересы (кон. XIV — первая пол. XV вв.)» // «Средние века. Вып. 54» (1991)
- «От эсхатологии к королевскому мифу Нового времени» // «Средневековая Европа глазами современников и историков. Ч. 5» (1995)
- «Смерть тирана угодна Господу: убийство королей Генриха III и Генриха IV» // «Цареубийства: гибель земных богов» (1998)
- «Жизнь города и деятельность горожан» // «Город в средневековой цивилизации Западной Европы. Т. 2» (1999)
- «Апокатастасис, или Основной инстинкт историка» // «Казус: индивидуальное и уникальное в истории. Вып. 3» (2000)
- «Человек внутри городских стен.: формы общественных связей» // «Город в средневековой цивилизации Западной Европы. Т. 3» (2002)
- «Что стояло за религиозными войнами XVI в.? От социальной истории религии к „le vécu religieux“ и обратно» // «Французский ежегодник» (2004)
- «Эмблематика и топография городского пространства: Париж XV в.» // «Signum. Вып. 3» (2005)
- «Посмертные странствия Абеляра и Элоизы» // «Мир и Клио» (2007)
- «Старый порядок социальных именований во Франции» // «Средние века. Вып. 69» (2008)
- «„Но тут все и кончилось“: Россия в роли „великой историографической державы“» // «Национальные гуманитарные науки мировом контексте» (2010)
- «Образование и религия: проекты университетских реформ накануне Религиозных войн во Франции» // «Религиозное образование в России и Европе в XVI в.» (2010)
- «Между „ежами“ и „лисами“: восприятие творчества Ле Руа Ладюри в СССР и в России» // «Французский ежегодник» (2010)
- «Западные источники о русской Смуте: Предчувствие „Новой волны“» // Средние века. Т. 72. № 3-4. М., 2011 (в соавт. с В. Д. Назаровым)
- «Историки делятся на работающих с источниками и не работающих с оными» // «Российская история», 2013, № 1